# Борис Велимировић
Борис Велимировић (Ваљево, 8. септембра 2001) српски је фудбалски голман који тренутно наступа за Инђију.

## Каријера
Велимировић је фудбал почео да тренира у Ваљеву, одакле је отишао у Шабац где је био члан Мачве. Касније је приступио Колубари за коју је у Првој лиги Србије дебитовао против Динама у Врању на сусрету 2. кола такмичарске 2020/21. Стандардно је наступао до краја првог дела сезоне, забележивши укупно 16 наступа у том такмичењу. Клуб је после тога напустио и почетком наредне календарске године постао голман ивањичког Јавора. Дебитовао је против Црвене звезде у 31. колу Суперлиге Србије. У клубу се задржао до фебруара 2023, а затим је прешао у Инђију.

## Статистика

### Клупска
Ажурирано 20. фебруара 2023.
|               |          |                  |    |   |   |   |   |   |   |   |    |   |  |  |
| Колубара      | 2019/20. | Прва лига Србије | 0  | 0 | — | — | — | — | — | — | 0  | 0 |  |  |
| Колубара      | 2020/21. | Прва лига Србије | 16 | 0 | 0 | 0 | — | — | — | — | 16 | 0 |  |  |
| Колубара      | Укупно   | Укупно           | 16 | 0 | 0 | 0 | — | — | — | — | 16 | 0 |  |  |
|               |          |                  |    |   |   |   |   |   |   |   |    |   |  |  |
| Јавор Ивањица | 2020/21. | Суперлига Србије | 1  | 0 | — | — | — | — | — | — | 1  | 0 |  |  |
| Јавор Ивањица | 2021/22. | Прва лига Србије | 9  | 0 | 1 | 0 | — | — | — | — | 10 | 0 |  |  |
| Јавор Ивањица | 2022/23. | Суперлига Србије | 2  | 0 | 1 | 0 | — | — | — | — | 3  | 0 |  |  |
| Јавор Ивањица | Укупно   | Укупно           | 12 | 0 | 2 | 0 | — | — | — | — | 14 | 0 |  |  |
|               |          |                  |    |   |   |   |   |   |   |   |    |   |  |  |
| Каријера      | Каријера | Каријера         | 28 | 0 | 2 | 0 | — | — | — | — | 30 | 0 |  |  |
|               |          |                  |    |   |   |   |   |   |   |   |    |   |  |  |